# Ectropina suttoni
Ectropina suttoni är en fjärilsart som först beskrevs av Bland 1980.  Ectropina suttoni ingår i släktet Ectropina och familjen styltmalar.
Artens utbredningsområde är Nigeria. Inga underarter finns listade i Catalogue of Life.